# Rutgers Stadium (1938)
Rutgers Stadium – nieistniejący, wielofunkcyjny obiekt sportowy w miejscowości Piscataway (stan New Jersey) w Stanach Zjednoczonych.
Został otwarty w 1938 roku, a jego pojemność to 31 219 miejsc. Swoje mecze domowe rozgrywała na nim akademicka drużyna futbolowa Rutgers Scarlet Knights. W 1993 roku stadion został wyburzony, a na jego miejscu wybudowany nowy Rutgers Stadium, otwarty 3 września 1994 roku.
Na stadionie pięciokrotnie zorganizowano finałowy turniej NCAA lacrosse. Na Rutgers Stadium swoje mecze rozgrywała również piłkarska reprezentacja Stanów Zjednoczonych.